# El gran chapuzón
El gran chapuzón es un concurso de televisión mexicano emitido en la cadena Canal de las Estrellas desde el 16 de febrero hasta el 9 de marzo de 2014. En este formato varios famosos del país se enfrentan a los riesgos que ocasiona el deporte en un entorno acuático. Cabe destacar además que dicho programa es la adaptación mexicana del exitoso formato holandés Sterren Springen.
A diferencia de sus similares de Antena 3 (España), Telefé (Argentina) y LBCI (Líbano) que sí tuvieron transmisión para el extranjero a través de la TV de paga, esta versión no fue emitida por el Canal de las Estrellas Internacional.

## Mecánica
El gran chapuzón propone a los famosos el reto de realizar el mejor salto a una piscina desde un trampolín o plataforma. Los famosos participantes cuentan con un instructor profesional y varias semanas de duros entrenamientos para aprender a inmergirse en una piscina desde una plataforma de altura.
En el primer y segundo capítulo, siete y ocho famosos respectivamente, se tirarán a la piscina desde el trampolín. Ellos decidirán si lo hacen desde los 3, 5, 7’5 o los 10 metros. Tanto el jurado como el público presente en el plató calificarán y votarán el trabajo de cada uno de ellos. Los cinco mejores pasarán a la siguiente ronda. El tercer capítulo será de semifinal donde los 10 clasificados participarán de forma individual, donde 6 clasificarán a la final.
De su habilidad, su capacidad para afrontar nuevos retos, su coraje para superar diferentes alturas de trampolín y su actitud frente a la grada dependerá su puntuación, su honor y, finalmente, el éxito del ganador. 
El trabajo de los famosos será doble: convertirse en verdaderos acróbatas del trampolín y sorprender a público y jurado para alzarse con la máxima puntuación y convertirse así en ganadores.
Además, alguno incluso tendrá que vencer su miedo a las alturas, su pavor al agua o simplemente enfrentarse a un reto nunca antes emprendido.

## Temporadas
| Temporada | Temporada | Galas | Estreno               | Final              |              |
| Temporada | Temporada | Galas | Estreno               | Final              | Ganador      |
| --------- | --------- | ----- | --------------------- | ------------------ | ------------ |
|           | 1         | 4     | 16 de febrero de 2014 | 9 de marzo de 2014 | Maya Karunna |

### Presentador
| Presentador      | Edad | Profesión                  |
| ---------------- | ---- | -------------------------- |
| Alan Tacher      | 42   | Presentador de televisión  |
| Mercedes Aguirre | 33   | Presentadora de televisión |

### Jurado
| Juez           | Edad | Profesión                 | Temp. |
| -------------- | ---- | ------------------------- | ----- |
| Yahel Castillo | 26   | Clavadista profesional    | 1     |
| Paola Espinosa | 27   | Clavadista profesional    | 1     |
| Tatiana Ortiz  | 30   | Ex clavadista profesional | 1     |

## Primera temporada (2014)
La primera temporada de «El gran chapuzón» fue estrenada en México por el Canal de las Estrellas durante los meses de febrero y marzo de 2014. Este espacio es una adaptación del exitoso talent show holandés Sterren Springen y tuvo sólo 4 capítulos.

### Participantes
| Concursante              | Edad | Ocupación...                                    | Información            |
| ------------------------ | ---- | ----------------------------------------------- | ---------------------- |
| Maya Karunna             | 39   | Cantante, bailarina, compositora y DJ           | Ganadora               |
| Johan Rodríguez          | 39   | Exfutbolista                                    | 2.° Finalista          |
| Bárbara Torres           | 42   | Actriz cómica                                   | 3.ª Finalista          |
| Rebeca Rubio             | 38   | Deportista y conductora de televisión           | Eliminados (Final)     |
| José Ron                 | 32   | Actor                                           |                        |
| Tony Balardi             | 60   | Comediante                                      |                        |
| Rodrigo Vidal            | 40   | Actor y empresario                              | Eliminados (Semifinal) |
| Yurem Rojas              | 23   | Actor y conductor de televisión                 |                        |
| Saúl "El Jaguar" Alarcón | 26   | Cantante                                        |                        |
| Gabriela Goldsmith       | 50   | Actriz                                          |                        |
| "El elegido"             | 38   | Luchador profesional                            | Eliminados (Gala 2)    |
| Diana Golden             | 48   | Actriz                                          |                        |
| Mariana Echeverría       | 27   | Actriz y conductora de televisión               |                        |
| Violeta Isfel            | 28   | Actriz                                          | Eliminadas (Gala 1)    |
| Dafne Molina             | 31   | Modelo. Ganadora de Nuestra Belleza México 2004 |                        |

## Ediciones de El gran chapuzón
| Edición                | Fecha | Ganador      | Segundo finalista | Tercer finalista | Cuarto finalista | Quinto finalista | Sexto finalista |
| ---------------------- | ----- | ------------ | ----------------- | ---------------- | ---------------- | ---------------- | --------------- |
| [ 1 ] El gran chapuzón | 2014  | Maya Karunna | Johan Rodríguez   | Bárbara Torres   | Rebeca Rubio     | José Ron         | Tony Balardi    |